# 3-тя авіапольова дивізія (Третій Рейх)
3-тя авіапольова дивізія (Третій Рейх) (нім. Luftwaffen Feld Division 3) — піхотна дивізія Вермахту зі складу військово-повітряних сил, що діяла як звичайна піхота за часів Другої світової війни.

## Історія
3-тя авіапольова дивізія була сформована 26 вересня 1942 року на основі 11-го авіаційного полку Люфтваффе (нім. Flieger-Regiment 11) на навчальному центрі Гросс Борн (нім. Truppenübungsplatz Groß-Born) у 3-му командуванні Люфтваффе (нім. Luftgaus III) й у листопаді 1942 року передана до складу 2-го авіапольового корпусу генерал-лейтенанта А.Шлемма групи армій «Центр». Протягом року займала оборонні позиції південніше Невеля.
1 листопада 1943 року переформована на польову дивізію Люфтваффе (нім. 3. Feld-Division (L), з підпорядкуванням Сухопутним військам Вермахту, передана до складу IX ак генерала від інфантерії Е.-Г. Клосснера. 26 грудня 1943 року перейшла в підпорядкування командира LIII армійського корпусу генерала від інфантерії Ф. Голвітцера. 22 січня 1944 року розформована в районі Вітебська, особовий склад та техніка передані на доукомплектування 4-ї та 6-ї польових дивізій Люфтваффе.

## Райони бойових дій
- Німеччина (вересень — листопад 1942);
- СРСР (центральний напрямок) (листопад 1942 — січень 1944).

## Командування

### Командири
- Генерал-майор Роберт Пісторіус (нім. Robert Pistorius) (26 вересня 1942 — 1 листопада 1943)

### Підпорядкованість
| Час         | Корпус                 | Армія | Група армій (округ) | Штаб     |
| ----------- | ---------------------- | ----- | ------------------- | -------- |
| 1942        |                        |       |                     |          |
| 5 листопада | II авіапольовий корпус | —     | Група армій «Центр» | Невель   |
| 1943        |                        |       |                     |          |
| 1 січня     | II авіапольовий корпус | —     | Група армій «Центр» | Невель   |
| 3 лютого    | II авіапольовий корпус | 3 ТА  | Група армій «Центр» | Вітебськ |
| 8 листопада | IX ак                  | 3 ТА  | Група армій «Центр» | Вітебськ |
| 1944        |                        |       |                     |          |
| січень      | LIII ак                | 3 ТА  | Група армій «Центр» | Вітебськ |

### Склад
| Листопад 1942                   | Січень 1943         |
| ------------------------------- | ------------------- |
| 1-й піхотний батальйон          |                     |
| 2-й піхотний батальйон          |                     |
| 3-й піхотний батальйон          |                     |
| 4-й піхотний батальйон          |                     |
| велосипедна рота                |                     |
| артилерійський дивізіон         | артилерійський полк |
| протитанковий батальйон         | —                   |
| інженерна рота                  |                     |
| зенітна батарея                 | —                   |
| розвідувальна рота зв'язку      |                     |
| дивізійне управління постачання |                     |